# گورهام (کانزاس)
گورهام (به انگلیسی: Gorham) شهری در ایالت کانزاس کشور ایالات متحده آمریکا است که جمعیت آن در سرشماری سال ۲۰۱۰ میلادی، ۳۳۴ نفر بوده‌است.